# Tổng thống México
Tổng thống Hợp chúng quốc México (Presidente de los Estados Unidos Mexicanos) là nguyên thủ quốc gia và người đứng đầu chính phủ của México. Theo Hiến pháp México, tổng thống là tư lệnh tối cao các lực lượng vũ trang Mexico. Đương kim tổng thống là Claudia Sheinbaum, người nhậm chức vào ngày 1 tháng 10 năm 2024.
Hiện nay, chức vụ Tổng thống được coi là mang tính cách mạng, ở chỗ chức vụ này là người thừa kế của cuộc Cách mạng Mexico và quyền hạn của chức vụ này được bắt nguồn từ Hiến pháp cách mạng năm 1917. Một di sản của cách mạng là lệnh cấm tái tranh cử. Tổng thống México có bị giới hạn trong một nhiệm kỳ sáu năm duy nhất, được gọi là một sexenio. Không ai đã nắm giữ chức vụ này, thậm chí trên cơ sở lâm thời, được cho phép chạy đua hoặc nắm giữ lại chức vụ này một lần nữa.

## Yêu cầu đối với người nắm giữ chức vụ tổng thống
Chương III mục III của Hiến pháp quy định quyền hành pháp của chính phủ và quy định những quyền hạn của tổng thống, cũng như các yêu cầu về các tiêu chuẩn đối với người giữ chức vụ Tổng thống. Tổng thống được trao "quyền hành tối cao của Liên minh".
Để có đủ điều kiện để làm tổng thống, điều 82 của Hiến pháp quy định rằng các yêu cầu sau đây phải được đáp ứng:
- Là một công dân sinh ra ở México ("Mexicano por nacimiento") có thể thực hiện quyền công dân đầy đủ, có ít nhất một phụ mẫu là một công dân sinh ra ở México.
- Là một cư dân của México trong ít nhất là hai mươi (20) năm.
- 35 tuổi trở lên tại thời điểm bầu cử.
- Là một cư dân của México trong cả năm trước cuộc bầu cử (mặc dù vắng mặt trong 30 ngày hoặc ít hơn được quy định rõ ràng là không làm gián đoạn cư trú).
- Không phải là một ủy viên tài phán hay mục sư của bất kỳ giáo hội Công giáo hay giáo phái tôn giáo.
- Không phục vụ trong quân ngũ trong sáu tháng trước cuộc bầu cử.
- Không phải là một quốc vụ khanh hoặc phó quốc vụ khanh, tổng chưởng lý, thống đốc bang, hoặc người đứng đầu chính quyền của Đặc khu Liên bang, trừ phi "thôi giữ chức" (từ chức hoặc được cho nghỉ vắng mặt lâu dài) ít nhất sáu tháng trước khi cuộc bầu cử.
- Không phải là đương kim tổng thống, ngay cả trong một khả năng lâm thời.

## Danh sách tổng thống México

### Đệ nhất Cộng hòa Liên bang (1824–1835)
| № | Tổng thống | Tổng thống                                                 | Bắt đầu nhiệm kỳ     | Kết thúc nhiệm kỳ    | Đảng phái                                           | Phó Tổng thống        |
| - | ---------- | ---------------------------------------------------------- | -------------------- | -------------------- | --------------------------------------------------- | --------------------- |
| 1 |            | Guadalupe Victoria (1786–1843)                             | 10 tháng 10 năm 1824 | 31 tháng 3 năm 1829  | Độc lập                                             | Nicolás Bravo         |
| 2 |            | Vicente Guerrero (1782–1831)                               | 1 tháng 4 năm 1829   | 17 tháng 12 năm 1829 | Đảng Tự do                                          | Anastasio Bustamante  |
| 3 |            | José María Bocanegra (1787–1862)                           | 17 tháng 12 năm 1829 | 23 tháng 12 năm 1829 | Đảng Popular York Rite (một phần của Đảng Tự do)    |                       |
| - |            | Pedro Vélez (1787–1848) (Quyền Tổng thống)                 | 23 tháng 12 năm 1829 | 31 tháng 12 năm 1829 | Đảng Tự do                                          |                       |
| 4 |            | Anastasio Bustamante (1780–1853)                           | 1 tháng 1, 1830      | 13 tháng 8 năm 1832  | Đảng Thận trọng                                     |                       |
| 5 |            | Melchor Múzquiz (1790–1844)                                | 14 tháng 8 năm 1832  | 24 tháng 12 năm 1832 | Đảng Popular York Rite (một phần của Đảng Tự do)    |                       |
| 6 |            | Manuel Gómez Pedraza (1789–1851)                           | 24 tháng 12 năm 1832 | 31 tháng 3 năm 1833  | Đảng Federalist York Rite (một phần của Đảng Tự do) |                       |
| 7 |            | Valentín Gómez Farías (1781–1858)                          | 1 tháng 4 năm 1833   | 16 tháng 5 năm 1833  | Đảng Tự do                                          |                       |
| 8 |            | Antonio López de Santa Anna (1794–1876)                    | 16 tháng 5 năm 1833  | 3 tháng 6,, 1833     | Đảng Tự do                                          | Valentín Gómez Farías |
| - |            | Valentín Gómez Farías (1781–1858) (Quyền Tổng thống)       | 3 tháng 6 năm 1833   | 18 tháng 6 năm 1833  | Đảng Tự do                                          |                       |
| - |            | Antonio López de Santa Anna (1794–1876) (Quyền Tổng thống) | 18 tháng 6 năm 1833  | 5 tháng 7 năm 1833   | Đảng Tự do                                          | Valentín Gómez Farías |
| - |            | Valentín Gómez Farías (1781–1858) (Quyền Tổng thống)       | 5 tháng 7 năm 1833   | 27 tháng 10 năm 1833 | Liberal Party                                       |                       |
| - |            | Antonio López de Santa Anna (1794–1876) (Quyền Tổng thống) | 27 tháng 10 năm 1833 | 15 tháng 12 năm 1833 | Đảng Tự do                                          | Valentín Gómez Farías |
| - |            | Valentín Gómez Farías (1781–1858) (Quyền Tổng thống)       | 16 tháng 12 năm 1833 | 24 tháng 4 năm 1834  | Đảng Tự do                                          |                       |
| - |            | Antonio López de Santa Anna (1794–1876) (Quyền Tổng thống) | 24 tháng 4 năm 1834  | 27 tháng 1, 1835     | Đảng Tự do                                          |                       |
| 9 |            | Miguel Barragán (1789–1836)                                | 28 tháng 1, 1835     | 27 tháng 2 năm 1836  | Đảng Tự do                                          |                       |

### Cộng hòa Trung dung (1835–1846)
| №  | Tổng thống | Tổng thống                                                 | Bắt đầu nhiệm kỳ     | Kết thúc nhiệm kỳ    | Đảng phái       |
| -- | ---------- | ---------------------------------------------------------- | -------------------- | -------------------- | --------------- |
| 9  |            | Miguel Barragán (1789–1836)                                | 28 tháng 1, 1835     | 27 tháng 2 năm 1836  | Đảng Tự do      |
| 10 |            | José Justo Corro (1794–1864)                               | 27 tháng 2 năm 1836  | 19 tháng 4 năm 1837  | Đảng Thận trọng |
| -  |            | Anastasio Bustamante (1780–1853) (Quyền Tổng thống)        | 19 tháng 4 năm 1837  | 18 tháng 3 năm 1839  | Đảng Thận trọng |
| -  |            | Antonio López de Santa Anna (1794–1876) (Quyền Tổng thống) | 18 tháng 3 năm 1839  | 10 tháng 7 năm 1839  | Đảng Tự do      |
| 11 |            | Nicolás Bravo (1786–1854)                                  | 11 tháng 7 năm 1839  | 19 tháng 7 năm 1839  | Đảng Thận trọng |
| -  |            | Anastasio Bustamante (1780–1853) (Quyền Tổng thống)        | 19 tháng 7 năm 1839  | 22 tháng 9 năm 1841  | Đảng Thận trọng |
| 12 |            | Francisco Javier Echeverría (1797–1852)                    | 22 tháng 9 năm 1841  | 10 tháng 10 năm 1841 | Đảng Thận trọng |
| -  |            | Antonio López de Santa Anna (1794–1876) (Quyền Tổng thống) | 10 tháng 10 năm 1841 | 26 tháng 10 năm 1842 | Đảng Tự do      |
| -  |            | Nicolás Bravo (1786–1854) (Quyền Tổng thống)               | 26 tháng 10 năm 1842 | 4 tháng 3 năm 1843   | Đảng Thận trọng |
| -  |            | Antonio López de Santa Anna (1794–1876) (Quyền Tổng thống) | 4 tháng 3 năm 1843   | 4 tháng 10 năm 1843  | Đảng Tự do      |
| 13 |            | Valentín Canalizo (1794–1850)                              | 4 tháng 10 năm 1843  | 4 tháng 6 năm 1844   | Đảng Thận trọng |
| -  |            | Antonio López de Santa Anna (1794–1876) (Quyền Tổng thống) | 4 tháng 6 năm 1844   | 12 tháng 9 năm 1844  | Đảng Tự do      |
| 14 |            | José Joaquín de Herrera (1792–1854)                        | 12 tháng 9 năm 1844  | 21 tháng 9 năm 1844  | Đảng Tự do      |
| -  |            | Valentín Canalizo (1794–1850) (Quyền Tổng thống)           | 21 tháng 9 năm 1844  | 6 tháng 12 năm 1844  | Đảng Thận trọng |
| -  |            | José Joaquín de Herrera (1792–1854) (Quyền Tổng thống)     | 6 tháng 12 năm 1844  | 30 tháng 12 năm 1845 | Đảng Tự do      |
| 15 |            | Mariano Paredes (1797–1849)                                | 31 tháng 12 năm 1845 | 28 tháng 7 năm 1846  | Đảng Thận trọng |
| -  |            | Nicolás Bravo (1786–1854) (Quyền Tổng thống)               | 28 tháng 7 năm 1846  | 4 tháng 8 năm 1846   | Đảng Thận trọng |
| 16 |            | José Mariano Salas (1797–1867)                             | 5 tháng 8 năm 1846   | 23 tháng 12 năm 1846 | Đảng Thận trọng |

### Đệ nhị Cộng hòa Liên bang (1846–1863)
| №  | Tổng thống | Tổng thống                                                 | Bắt đầu nhiệm kỳ     | Kết thúc nhiệm kỳ    | Đảng phái       |
| -- | ---------- | ---------------------------------------------------------- | -------------------- | -------------------- | --------------- |
| 16 |            | José Mariano Salas (1797–1867)                             | 6 tháng 8 năm 1846   | 23 tháng 12 năm 1846 | Đảng Thận trọng |
| -  |            | Valentín Gómez Farías (1781–1858) (Quyền Tổng thống)       | 23 tháng 12 năm 1846 | 21 tháng 3 năm 1847  | Đảng Tự do      |
| -  |            | Antonio López de Santa Anna (1794–1876) (Quyền Tổng thống) | 21 tháng 3 năm 1847  | 2 tháng 4 năm 1847   | Đảng Tự do      |
| 17 |            | Pedro María de Anaya (1795–1854)                           | 2 tháng 4 năm 1847   | 20 tháng 5 năm 1847  | Đảng Tự do      |
| -  |            | Antonio López de Santa Anna (1794–1876) (Quyền Tổng thống) | 20 tháng 5 năm 1847  | 15 tháng 9 năm 1847  | Đảng Tự do      |
| 18 |            | Manuel de la Peña y Peña (1789–1850)                       | 16 tháng 9 năm 1847  | 13 tháng 11 năm 1847 | Đảng Tự do      |
| -  |            | Pedro María de Anaya (1795–1854) (Quyền Tổng thống)        | 13 tháng 11 năm 1847 | 8 tháng 1, 1848      | Đảng Tự do      |
| -  |            | Manuel de la Peña y Peña (1789–1850) (Quyền Tổng thống)    | 8 tháng 1, 1848      | 3 tháng 6 năm 1848   | Đảng Tự do      |
| -  |            | José Joaquín de Herrera (1792–1854) (Quyền Tổng thống)     | 3 tháng 6 năm 1848   | 15 tháng 1, 1851     | Đảng Tự do      |
| 19 |            | Mariano Arista (1802–1855)                                 | 15 tháng 1, 1851     | 5 tháng 1, 1853      | Đảng Tự do      |
| 20 |            | Juan Bautista Ceballos (1811–1859)                         | 5 tháng 1, 1853      | 7 tháng 2 năm 1853   | Đảng Tự do      |
| 21 |            | Manuel María Lombardini (1802–1853)                        | 8 tháng 2 năm 1853   | 20 tháng 4 năm 1853  | Đảng Thận trọng |
| -  |            | Antonio López de Santa Anna (1794–1876) (Quyền Tổng thống) | 20 tháng 4 năm 1853  | 9 tháng 8 năm 1855   | Đảng Tự do      |
| 22 |            | Martín Carrera (1806–1871)                                 | 9 tháng 8 năm 1855   | 12 tháng 9 năm 1855  | Đảng Thận trọng |
| 23 |            | Rómulo Díaz de la Vega (1800–1877)                         | 12 tháng 9 năm 1855  | 4 tháng 10 năm 1855  | Đảng Thận trọng |
| 24 |            | Juan Álvarez (1790–1867)                                   | 4 tháng 10 năm 1855  | 11 tháng 12 năm 1855 | Đảng Tự do      |
| 25 |            | Ignacio Comonfort (1812–1863)                              | 11 tháng 12 năm 1855 | 17 tháng 12 năm 1857 | Đảng Tự do      |
| 26 |            | Benito Juárez (1806–1872)                                  | 18 tháng 12 năm 1857 | 18 tháng 7 năm 1872  | Đảng Tự do      |

### Cộng hòa Phục hồi (1867–1876)
| №  | Tổng thống           | Tổng thống                            | Bắt đầu nhiệm kỳ     | Kết thúc nhiệm kỳ    | Đảng phái  |
| -- | -------------------- | ------------------------------------- | -------------------- | -------------------- | ---------- |
| 26 |                      | Benito Juárez (1806–1872)             | 18 tháng 12 năm 1857 | 11 tháng 6 năm 1861  | Đảng Tự do |
| 26 | 11 tháng 6 năm 1861  | Benito Juárez (1806–1872)             | 30 tháng 11 năm 1865 |                      | Đảng Tự do |
| 26 | 1 tháng 12 năm 1865  | Benito Juárez (1806–1872)             | 7 tháng 12 năm 1867  |                      | Đảng Tự do |
| 26 | 8 tháng 12 năm 1867  | Benito Juárez (1806–1872)             | 11 tháng 10 năm 1871 |                      | Đảng Tự do |
| 26 | 12 tháng 10 năm 1871 | Benito Juárez (1806–1872)             | 18 tháng 7 năm 1872  |                      | Đảng Tự do |
| 27 |                      | Sebastián Lerdo de Tejada (1823–1889) | 18 tháng 7 năm 1872  | 30 tháng 11 năm 1872 | Đảng Tự do |
| 27 | 1 tháng 12 năm 1872  | Sebastián Lerdo de Tejada (1823–1889) | 20 tháng 11 năm 1876 |                      | Đảng Tự do |
| 28 |                      | José María Iglesias (1823–1891)       | 26 tháng 10 năm 1876 | 18 tháng 11 năm 1876 | Đảng Tự do |

### Porfiriato (1876–1911)
| №  | Tổng thống          | Tổng thống                                   | Bắt đầu nhiệm kỳ     | Kết thúc nhiệm kỳ    | Đảng phái               |
| -- | ------------------- | -------------------------------------------- | -------------------- | -------------------- | ----------------------- |
| 29 |                     | Porfirio Díaz (1830–1915)                    | 28 tháng 11 năm 1876 | 6 tháng 12 năm 1876  | Đảng Tự do              |
| 30 |                     | Juan Nepomuceno Méndez (1824–1894)           | 6 tháng 12 năm 1876  | 17 tháng 2 năm 1877  | Đảng Tự do              |
| -  |                     | Porfirio Díaz (1830–1915) (Quyền Tổng thống) | 17 tháng 2 năm 1877  | 30 tháng 11 năm 1880 | Đảng Tự do              |
| 31 |                     | Manuel González Flores (1833–1893)           | 1 tháng 12 năm 1880  | 30 tháng 11 năm 1884 | Đảng Tự do              |
| -  |                     | Porfirio Díaz (1830–1915) (Quyền Tổng thống) | 1 tháng 12 năm 1884  | 30 tháng 11 năm 1888 | Đảng Dân tộc Porfiriato |
| -  | 1 tháng 12 năm 1888 | Porfirio Díaz (1830–1915) (Quyền Tổng thống) | 30 tháng 11 năm 1892 |                      | Đảng Dân tộc Porfiriato |
| -  | 1 tháng 12 năm 1892 | Porfirio Díaz (1830–1915) (Quyền Tổng thống) | 30 tháng 11 năm 1896 |                      | Đảng Dân tộc Porfiriato |
| -  | 1 tháng 12 năm 1896 | Porfirio Díaz (1830–1915) (Quyền Tổng thống) | 30 tháng 11 năm 1900 |                      | Đảng Dân tộc Porfiriato |
| -  | 1 tháng 12 năm 1900 | Porfirio Díaz (1830–1915) (Quyền Tổng thống) | 30 tháng 11 năm 1904 |                      | Đảng Dân tộc Porfiriato |
| -  | 1 tháng 12 năm 1904 | Porfirio Díaz (1830–1915) (Quyền Tổng thống) | 30 tháng 11 năm 1910 |                      | Đảng Dân tộc Porfiriato |
| -  | 1 tháng 12 năm 1910 | Porfirio Díaz (1830–1915) (Quyền Tổng thống) | 25 tháng 5 năm 1911  |                      | Đảng Dân tộc Porfiriato |

### Cách mạng (1911–1928)
| №  | Tổng thống          | Tổng thống                             | Bắt đầu nhiệm kỳ                   | Kết thúc nhiệm kỳ                  | Đảng phái               |
| -- | ------------------- | -------------------------------------- | ---------------------------------- | ---------------------------------- | ----------------------- |
| 32 |                     | Francisco León de la Barra (1863–1939) | 25 tháng 5 năm 1911                | 5 tháng 11 năm 1911                | Độc lập                 |
| 33 | không khung         | Francisco I. Madero (1873–1913)        | 6 tháng 11 năm 1911                | 19 tháng 2 năm 1913                | Đảng Lập hiến Tiếp diễn |
| 34 |                     | Pedro Lascuráin (1856–1952)            | 19 tháng 2 năm 1913                | 19 tháng 2 năm 1913                | Độc lập                 |
| 35 |                     | Victoriano Huerta (1850–1916)          | 19 tháng 2 năm 1913                | 15 tháng 7 năm 1914                | Độc lập                 |
| 36 | không khung         | Francisco Carvajal (1870–1932)         | 15 tháng 7 năm 1914                | 13 tháng 8 năm 1914                | Độc lập                 |
| 37 |                     | Venustiano Carranza (1859–1920)        | Chủ tịch Hội đồng Cách mạng México | Chủ tịch Hội đồng Cách mạng México | Đảng Lập hiến Tự do     |
| 37 | 14 tháng 8 năm 1914 | Venustiano Carranza (1859–1920)        | 30 tháng 4 năm 1917                |                                    | Đảng Lập hiến Tự do     |
| 37 | Tổng thống México   | Venustiano Carranza (1859–1920)        |                                    |                                    | Đảng Lập hiến Tự do     |
| 37 | 1 tháng 5 năm 1917  | Venustiano Carranza (1859–1920)        | 21 tháng 5 năm 1920                |                                    | Đảng Lập hiến Tự do     |
| 38 |                     | Adolfo de la Huerta (1881–1955)        | 1 tháng 6 năm 1920                 | 30 tháng 11 năm 1920               | Đảng Lập hiến Tự do     |
| 39 |                     | Álvaro Obregón (1880–1928)             | 1 tháng 12 năm 1920                | 30 tháng 11 năm 1924               | Đảng Lao động           |
| 40 |                     | Plutarco Elías Calles (1877–1945)      | 1 tháng 12 năm 1924                | 30 tháng 11 năm 1928               | Đảng Lao động           |

### Maximato (1928–1934)
| №  | Tổng thống  | Tổng thống                        | Bắt đầu nhiệm kỳ    | Kết thúc nhiệm kỳ    | Đảng phái              |
| -- | ----------- | --------------------------------- | ------------------- | -------------------- | ---------------------- |
| 41 | không khung | Emilio Portes Gil (1890–1978)     | 1 tháng 12 năm 1928 | 4 tháng 2 năm 1930   | Đảng Cách mạng Dân tộc |
| 42 |             | Pascual Ortiz Rubio (1877–1963)   | 5 tháng 2 năm 1930  | 4 tháng 9 năm 1932   | Đảng Cách mạng Dân tộc |
| 43 |             | Abelardo L. Rodríguez (1889–1967) | 4 tháng 9 năm 1932  | 30 tháng 11 năm 1934 | Đảng Cách mạng Dân tộc |

### México hiện đại (1934–nay)
| №  | Tổng thống  | Tổng thống                              | Bắt đầu nhiệm kỳ    | Kết thúc nhiệm kỳ    | Đảng phái                     |
| -- | ----------- | --------------------------------------- | ------------------- | -------------------- | ----------------------------- |
| 44 |             | Lázaro Cárdenas (1895–1970)             | 1 tháng 12 năm 1934 | 30 tháng 11 năm 1940 | Đảng Cách mạng Lập hiến       |
| 45 |             | Manuel Ávila Camacho (1896–1955)        | 1 tháng 12 năm 1940 | 30 tháng 11 năm 1946 | Đảng Cách mạng Lập hiến       |
| 46 | không khung | Miguel Alemán Valdés (1900–1983)        | 1 tháng 12 năm 1946 | 30 tháng 11 năm 1952 | Đảng Cách mạng Lập hiến       |
| 47 |             | Adolfo Ruiz Cortines (1889–1973)        | 1 tháng 12 năm 1952 | 30 tháng 11 năm 1958 | Đảng Cách mạng Lập hiến       |
| 48 |             | Adolfo López Mateos (1910–1969)         | 1 tháng 12 năm 1958 | 30 tháng 11 năm 1964 | Đảng Cách mạng Lập hiến       |
| 49 |             | Gustavo Díaz Ordaz (1911–1979)          | 1 tháng 12 năm 1964 | 30 tháng 11 năm 1970 | Đảng Cách mạng Lập hiến       |
| 50 | không khung | Luis Echeverría (1922-2022)             | 1 tháng 12 năm 1970 | 30 tháng 11 năm 1976 | Đảng Cách mạng Lập hiến       |
| 51 |             | José López Portillo (1920–2004)         | 1 tháng 12 năm 1976 | 30 tháng 11 năm 1982 | Đảng Cách mạng Lập hiến       |
| 52 |             | Miguel de la Madrid (1934–2012)         | 1 tháng 12 năm 1982 | 30 tháng 11 năm 1988 | Đảng Cách mạng Lập hiến       |
| 53 |             | Carlos Salinas de Gortari (sinh 1948)   | 1 tháng 12 năm 1988 | 30 tháng 11 năm 1994 | Đảng Cách mạng Lập hiến       |
| 54 | không khung | Ernesto Zedillo (sinh 1951)             | 1 tháng 12 năm 1994 | 30 tháng 11 năm 2000 | Đảng Cách mạng Lập hiến       |
| 55 | không khung | Vicente Fox (sinh 1942)                 | 1 tháng 12 năm 2000 | 30 tháng 11 năm 2006 | Đảng Hành động Dân tộc        |
| 56 | không khung | Felipe Calderón (sinh 1962)             | 1 tháng 12 năm 2006 | 30 tháng 11 năm 2012 | Đảng Hành động Dân tộc        |
| 57 |             | Enrique Peña Nieto (sinh 1966)          | 1 tháng 12 năm 2012 | 30 tháng 11 năm 2018 | Đảng Cách mạng Lập hiến       |
| 58 |             | Andrés Manuel López Obrador (sinh 1953) | 1 tháng 12 năm 2018 | 30 tháng 9 năm 2024  | Phong trào Chấn hưng Quốc gia |
| 59 |             | Claudia Sheinbaum (sinh 1962)           | 1 tháng 10 năm 2024 | Đương nhiệm          | Phong trào Chấn hưng Quốc gia |